# Brunials
Les brunials (Bruniales) són un ordre de plantes angiospermes. L'actual sistema APG IV de classificació de les angiospermes situa aquest ordre dins del clade de les campanúlides, un subclade de les astèrides.

## Taxonomia
L'ordre de les brunials va ser publicat per primer cop l'any 1829 a l'obra Analyse des Familles des Plantes pel botànic francès Barthélemy Charles Joseph Dumortier (1797 - 1878).
A la darrera versió del sistema APG publicada, el sistema APG IV (2016), dins d'aquest ordre hi ha dues famílies:
- Bruniaceae R.Br. ex DC. - bruniàcies
- Columelliaceae D.Don - columel·liàcies

Però al lloc web del Grup per a la filogènia de les angiospermes, aquest ordre ja no inclou la família de les columel·liàcies, que ha estat emplaçada en un ordre propi, el de les desfontainials (Desfontainiales).

## Història taxonòmica
La primera versió del sistema de classificació APG (1998) no reconeixia l'ordre de les brunials, les dues famílies que avui dia en formen part, les bruniàcies i les columel·liàcies, no foren assignades a cap ordre, eren al grup de famílies sense assignació del clade "euasterids II". A la segona versió, APG II (2003), es va mantenir la mateixa situació. El tercer sistema APG, APG III (2009), va reconèixer l'ordre de les brunials dins del clade de les campanúlides, la nova denominació del clade "euasterids II", i amb la mateixa composició familiar que el seu successor, APG IV.
A sistemes més antics com ara el Cronquist (1981), les dues famílies que ara formen l'ordre de les brunials es trobaven dins l'ordre de les rosals. En canvi, al sistema Takhtajan (1997), es reconeixia aquest ordre, dins del superordre Ericanae que formava part de la subclasse de les Dileniidae, però amb una circumscripció diferent, era format per les bruniàcies i les grubiàcies (Grubbiaceae), avui dia a l'ordre de les cornals. En canvi les columel·liàcies eren dins de l'ordre Hydrangeales del superordre Cornanae que formava part de la subclasse Cornidae.